# Junta de Traslaloma
Junta de Traslaloma est une commune d'Espagne dans la communauté autonome de Castille-et-León, province de Burgos. Elle s'étend sur 76 km2 et comptait environ 155 habitants en 2011.